# Mystrium
Mystrium, também conhecida como Formiga Cum Raiva é um gênero de insetos, pertencente à família Formicidae.

## Espécies
- Mystrium barrybressleri Yoshimura & Fisher, 2014
- Mystrium camillae Emery, 1889
- Mystrium fallax Emery, 1889
- Mystrium eques Yoshimura & Fisher, 2014
- Mystrium janovitzi Yoshimura & Fisher, 2014
- Mystrium labyrinth Yoshimura & Fisher, 2014
- Mystrium leonie Bihn & Verhaagh, 2007
- Mystrium maren Bihn & Verhaagh, 2007
- Mystrium mirror Yoshimura & Fisher, 2014
- Mystrium mysticum Roger, 1862
- Mystrium oberthueri Forel, 1897
- Mystrium rogeri Forel, 1899
- Mystrium shadow Yoshimura & Fisher, 2014
- Mystrium silvestrii Santschi, 1914
- Mystrium voeltzkowi Forel, 1897